# Віксбург (Аризона)
Віксбург (англ. Vicksburg) — переписна місцевість (CDP) в США, в окрузі Ла-Пас штату Аризона. Населення — 418 осіб (2020).

## Географія
Віксбург розташований за координатами 33°43′38″ пн. ш. 113°49′33″ зх. д. / 33.72722° пн. ш. 113.82583° зх. д. (33.727157, -113.825943).  За даними Бюро перепису населення США в 2010 році переписна місцевість мала площу 370,18 км², з яких 370,14 км² — суходіл та 0,04 км² — водойми.

## Демографія
Згідно з переписом 2010 року, у переписній місцевості мешкало 597 осіб у 285 домогосподарствах у складі 180 родин. Густота населення становила 2 особи/км².  Було 687 помешкань (2/км²).
Расовий склад населення:
| - 84,1 % — білих - 2,3 % — чорних або афроамериканців - 0,2 % — корінних американців - 12,6 % — осіб інших рас |

До двох чи більше рас належало 0,8 %. Частка іспаномовних становила 24,3 % від усіх жителів.
За віковим діапазоном населення розподілялося таким чином: 15,2 % — особи молодші 18 років, 43,3 % — особи у віці 18—64 років, 41,5 % — особи у віці 65 років та старші. Медіана віку мешканця становила 62,4 року. На 100 осіб жіночої статі у переписній місцевості припадало 122,8 чоловіків;  на 100 жінок у віці від 18 років та старших — 114,4 чоловіків також старших 18 років.
Середній дохід на одне домашнє господарство  становив 41 527 доларів США (медіана — 36 908), а середній дохід на одну сім'ю — 40 796 доларів (медіана — 36 250). За межею бідності перебувало 9,4 % осіб, у тому числі 18,8 % дітей у віці до 18 років та 1,0 % осіб у віці 65 років та старших.
Цивільне працевлаштоване населення становило 283 особи. Основні галузі зайнятості: сільське господарство, лісництво, риболовля — 64,0 %, роздрібна торгівля — 20,1 %, науковці, спеціалісти, менеджери — 8,5 %.